# Cat Island (Bahamas)
Ne doit pas être confondu avec les autres îles appelées Cat Island ou l'île du Chat dans les Kerguelen.
Cat Island (« l'île du Chat ») est une île de l'archipel des Bahamas. Il y a sur cette île le plus haut sommet des Bahamas : le mont Alvernia, haut de 63 mètres, sur lequel se situe l'ancien ermitage du père John Hawes.
Après avoir vécu de la production de coton, l'économie s'est tournée vers l'agriculture, qui constitue le mode de vie de la plupart des habitants. On y recueille également l'écorce de cascarille, connue pour ses propriétés médicinales et aromatiques, qui est exportée vers l'Italie où elle entre, notamment, dans la composition du Campari.
L'île comptait 1 522 habitants au recensement de 2010.
Les principaux lieux d'habitation sont Arthur’s Town (où se trouve la maison d'enfance de Sidney Poitier), Orange Creek, et Port Howe.
L'île possède un aéroport (code AITA : CAT).

## Histoire de l'île
L'île doit son nom soit au pirate Arthur Catt, soit à sa forme qui ressemble à un félin assis.[réf. nécessaire] Néanmoins, durant de nombreuses années, l'île fut appelée San Salvador (parce que Christophe Colomb la nomma ainsi quand il l'aborda en 1492, ce qui en fait la première  terre  découverte par le navigateur génois dans son voyage de 1492), et ne fut renommée par le gouvernement des Bahamas qu'en 1926.
Sur certaines vieilles tombes de cette île, on lit encore son nom ancien de San Salvador.
Les premiers occupants européens furent les loyalistes fuyant la révolution américaine en 1783.

## District
Cat Island est l'un des 32 districts des Bahamas. Il porte le numéro 5 sur la carte.
|        |
| Carte. |

|             |
| L'ermitage. |